# Place du Trocadéro et du 11 Novembre
Die Place du Trocadéro-et-du-11-Novembre ist ein Platz im 16. Arrondissement von Paris. Der Platz ist landläufig unter dem alten Namen Place du Trocadéro bekannt.

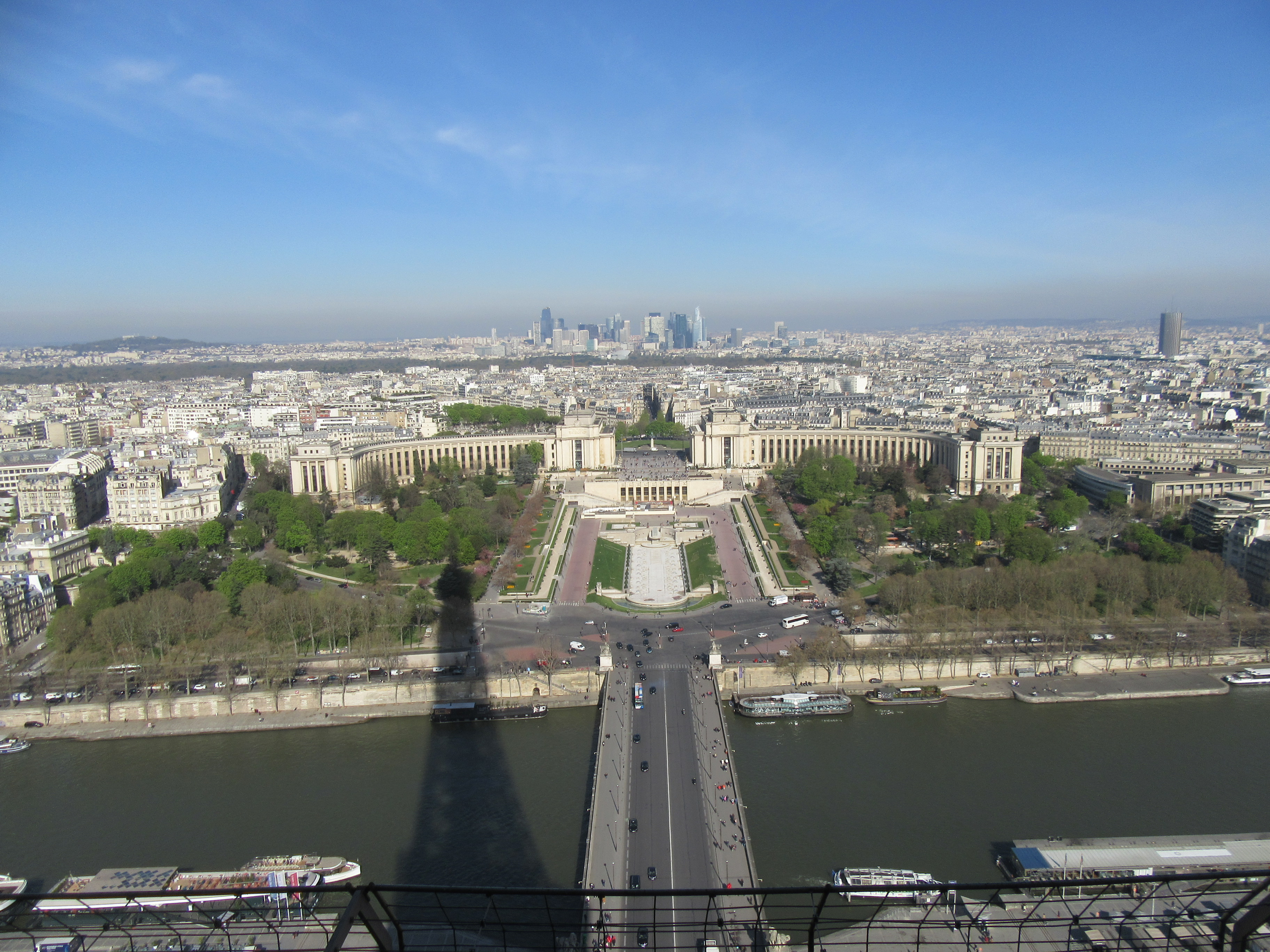
Ansicht der gesamten Platzanlage von der 2. Etage des Eiffelturms aus gesehen (April 2023)

## Lage
Das Innere des Platzes ist von einer Baumreihe umgeben und besteht aus einer kleinen Grünanlage. Auch der Außenring des Platzes ist zum größten Teil mit Bäumen versehen, wie auch ein Großteil der Straßen, die vom Platz ausgehen.
An der südlichen Basis des Platzes steht eine bronzene Reiterstatue des Marschalls Ferdinand Foch (1851–1929), die zur Parvis des droits de l'homme (ehemals Esplanade du Trocadéro) hin weist.
Im Westen des Platzes liegt zwischen der Avenue Paul Doumer und der Avenue Georges-Mandel der Friedhof Cimetière de Passy, auf dem eine große Anzahl berühmter Personen liegen.
Eine Inschrift in einer der Marmorplatten des Platzes erinnert daran, dass eine durch Joseph Wresinski initiierte Versammlung von 100.000 Menschen auf dem Platz am 17. Oktober 1987 Ursprung des Internationalen Tages für die Beseitigung der Armut war.
Der Platz ist eine viel besuchte Touristenattraktion, wegen seiner Sicht auf den Eiffelturm von der Esplanade aus.
Vom Platz gehen sechs Straßen aus:
- Avenue Paul Doumer
- Avenue Georges-Mandel
- Avenue d'Eylau
- Avenue Raymond Poincaré
- Avenue Kléber; sie bildet die direkte Verbindung mit der Place Charles-de-Gaulle
- Avenue du Président Wilson

Nach Südosten führt die Esplanade zwischen den Flügeln des Palais de Chaillot für Fußgänger zu den Jardins du Trocadéro und weiter hinunter zur Seine.
Der Platz ist mit der Metro   und  über die Station Trocadéro zu erreichen.

## Namensursprung
Dieser Platz wurde in Erinnerung an die Schlacht vom 31. August 1823 benannt, in der ein französisches Expeditionskorps die Festung Trocadero, die den Hafen von Cádiz in Spanien verteidigte, den Händen der liberalen spanischen Revolutionäre entriss und die Autorität des Monarchen Ferdinand VII. wiederherstellte.
Der Zusatz du–11–Novembre entspricht dem Waffenstillstand vom 11. November 1918, mit dem die Kämpfe des Ersten Weltkriegs beendet wurden.

## Geschichte
Der Platz befindet sich im oberen Teil des ehemaligen Anwesens des Klosters der Visitandines de Chaillot (ehemals Park und Schloss von Chaillot), dessen in den 1790er Jahren als Nationalgut verkaufte Grundstücke in den Jahren 1811–1813 vom Staat für das aufgegebene Projekt des Palastes des Königs von Rom erworben worden waren, sowie auf dem Gelände der 1860 entfernten Mauer der Generalpächter bei der ehemaligen Sperre von Sainte-Marie.
Im Jahr 1826 wurde für die Nachstellung der Eroberung von Trocadero für König Karl X. das Gelände verwendet: Der Hügel von Chaillot stellte die Festung von Trocadero dar und sollte von dem Champ de Mars aus erobert werden, von dem aus die französischen Truppen aufbrachen (auf dem Hügel wurde eine Festung aus Pappkarton errichtet).
Es gab in der Folgezeit mehrere Vorschläge, den Hügel zu gestalten: 1824 ein Obelisk, der einen Brunnen beherrscht, umgeben von einem Viertel mit Häusern im italienischen Stil, der Villa Trocadero, entworfen vom Architekten Antoine-Marie Peyre; 1841 ein Mausoleum auf dem Grab Napoleons von Antoine Étex und eine monumentale Napoleonstatue von Hector Moreau; 1848 ein Volkspalast; 1856 ein Triumphbogen, entworfen von Gabriel Davioud.

Zwei Vorschläge, den Trocaderohügel zu gestalten
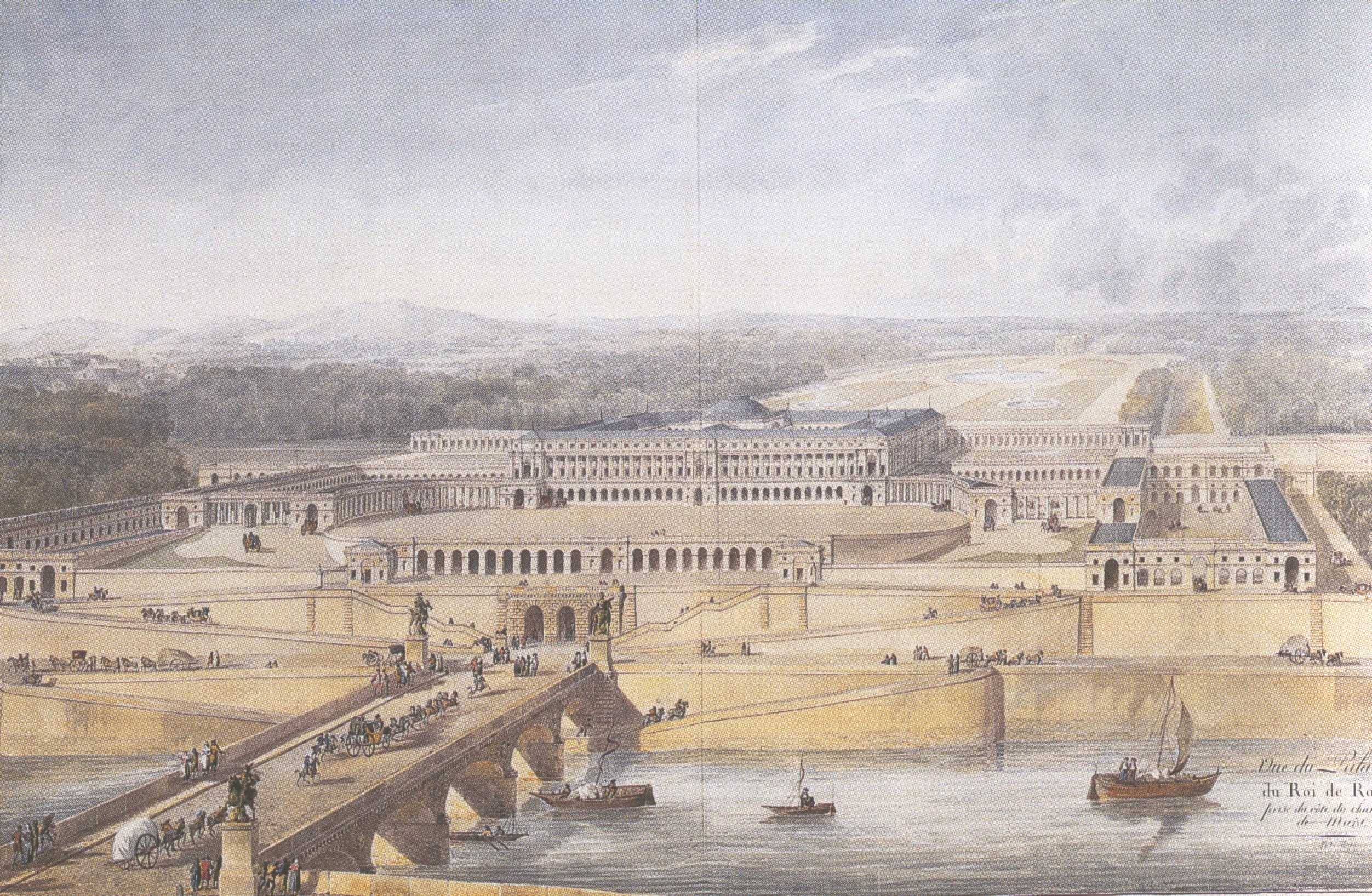
Palais du Roi de Rome
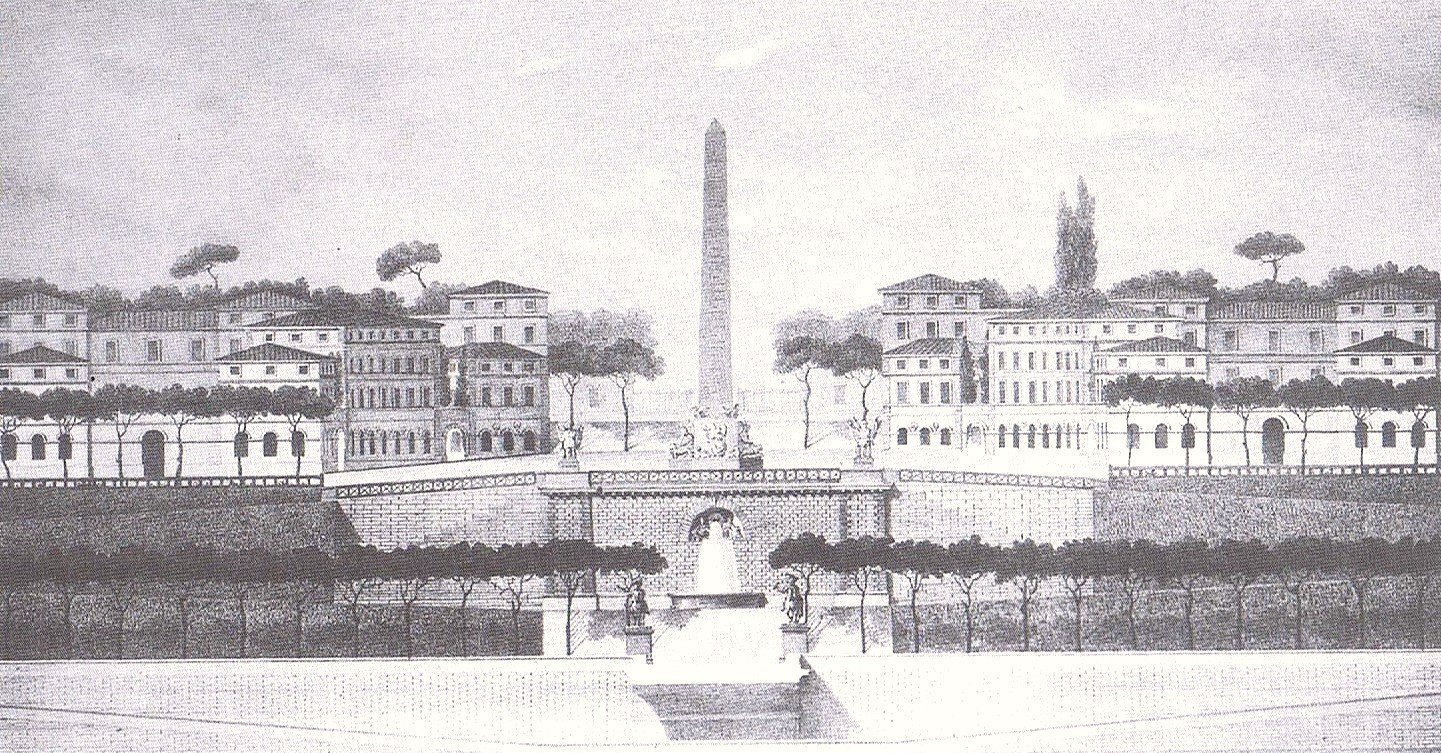
Villa du Trocadéro

Der Platz wurde zuerst zusammen mit dem alten Palais du Trocadéro als Belvedere mit Blick auf den Champ de Mars für die Weltausstellung im Jahr 1867 angelegt. Seinen Namen «Place du Trocadéro» erhielt er dann 1877.

Pläne zur Entwicklung des Platzes und der Gärten
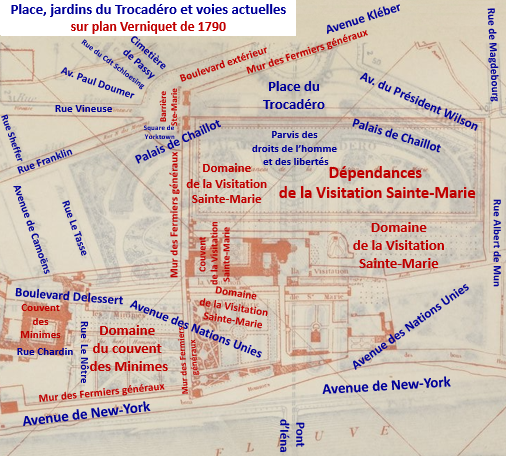
Trocadéro auf dem Plan von Verniquet (1790)
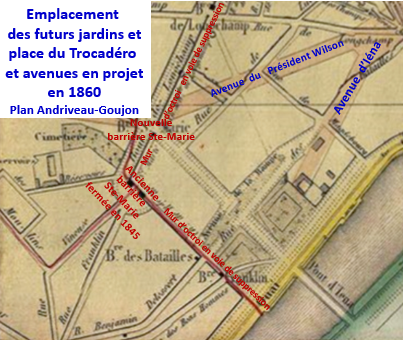
Trocadéro, 1860
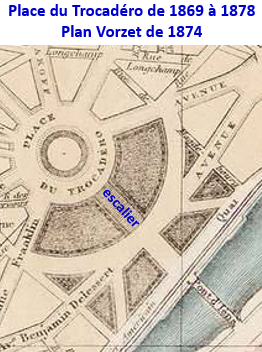
Place du Trocadéro von 1869 bis 1878
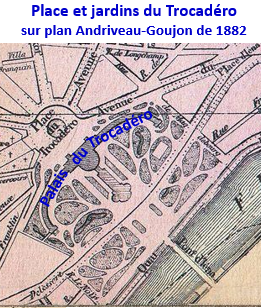
Trocadéro, 1882

Auf Beschluss der Stadtverwaltung vom 18. Oktober 1978 wurde der Platz in Place du Trocadéro-et-du-11-Novembre umbenannt.

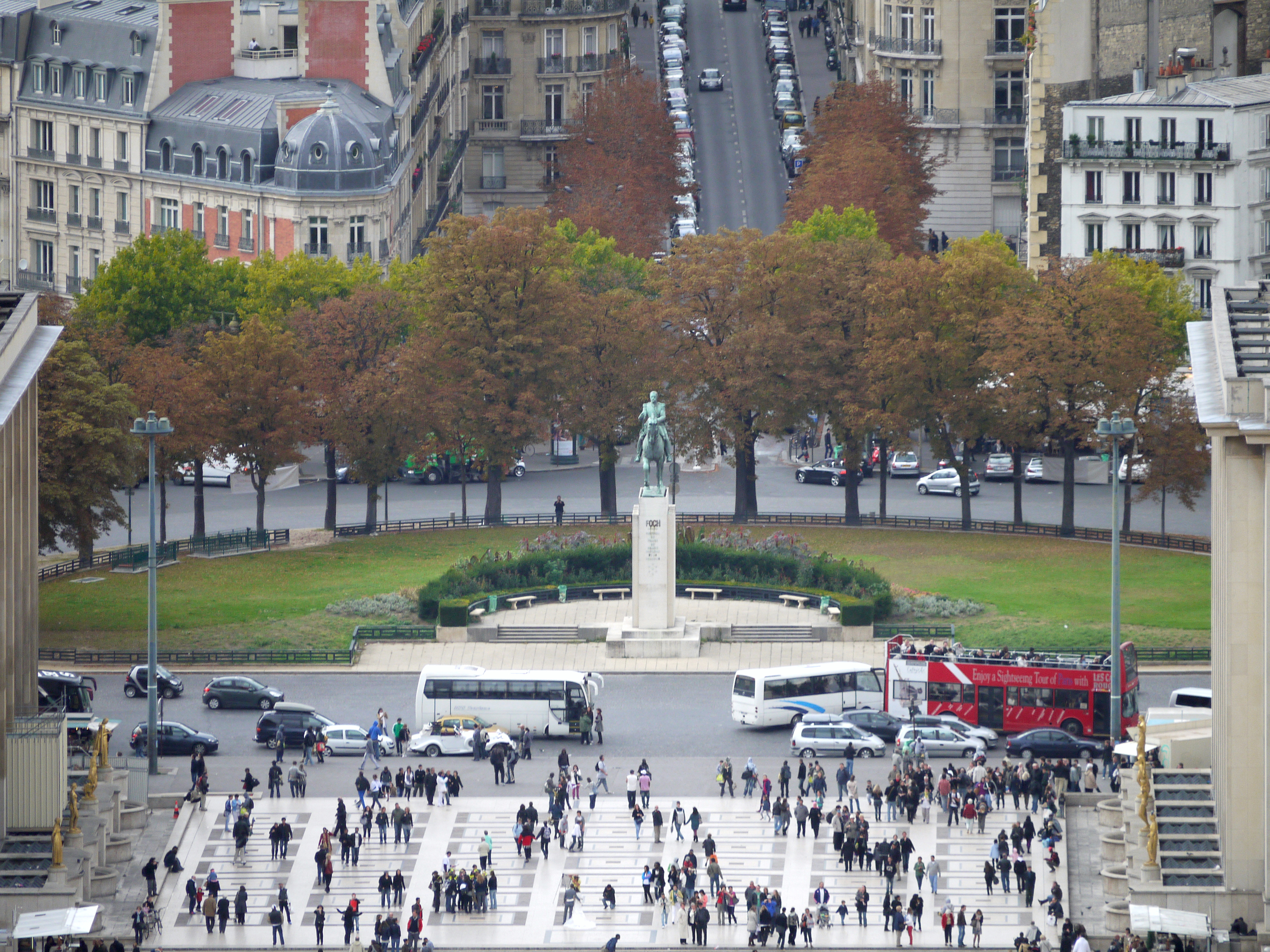
Place du Trocadéro-et-du-11-Novembre
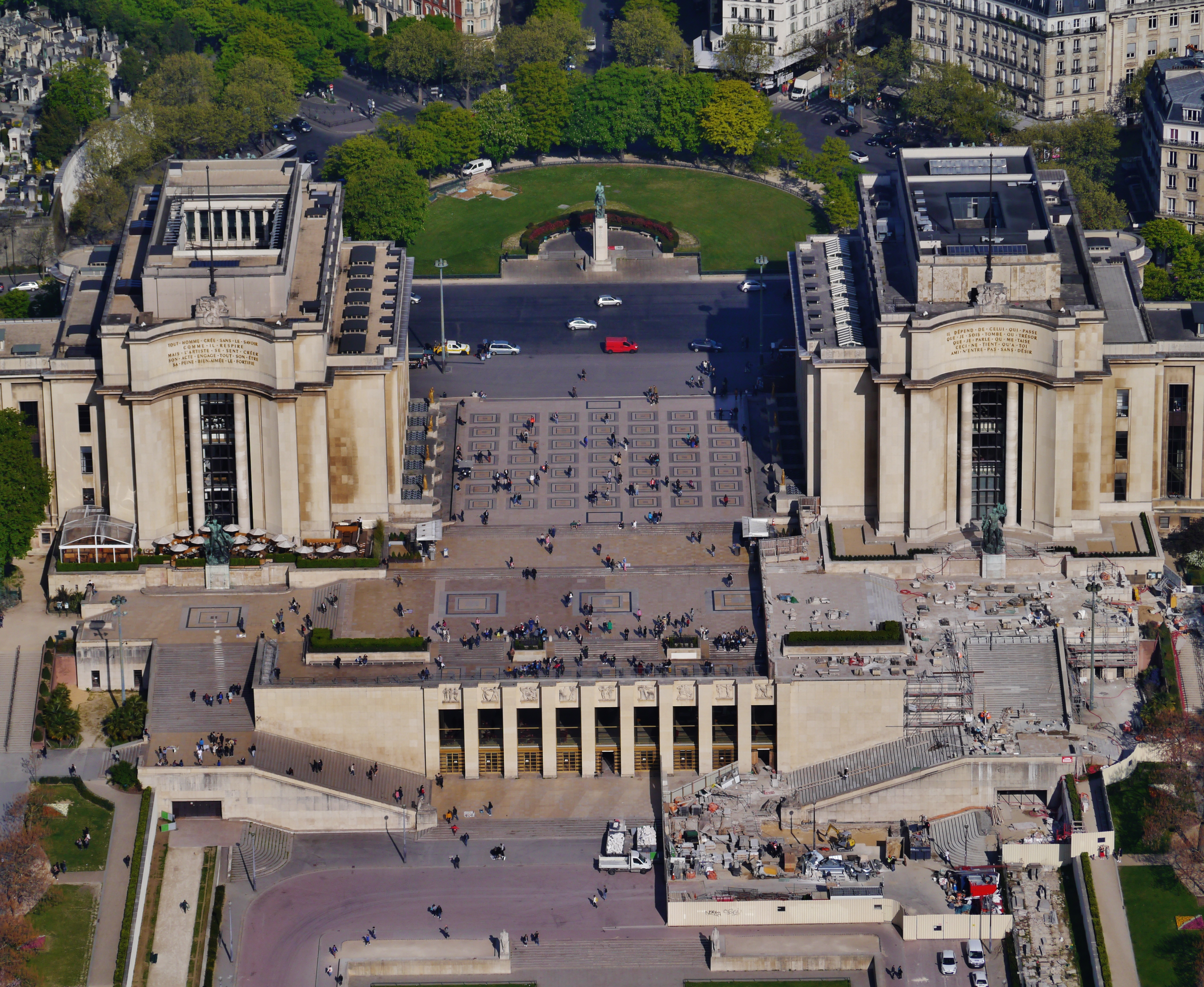
Blick vom Eiffelturm auf den Platz
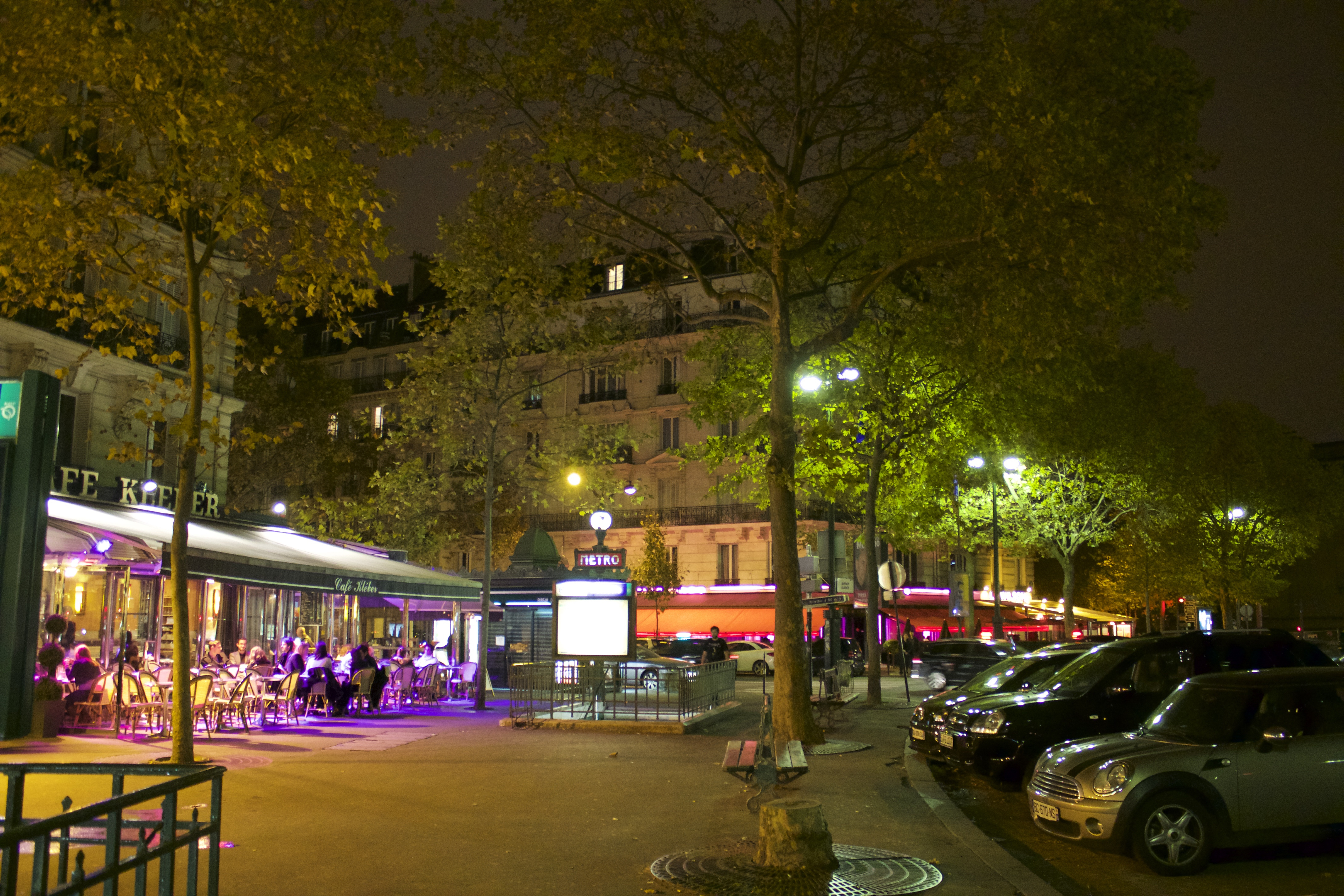
Treffpunkt „Trocadéro“

## Der Platz im Film
- In dem Film Les Yeux sans visage (von 1960: deutsch Augen ohne Gesicht) von Georges Franju trifft eine der Mädchen Edna Grüberg in einem Café am Rande des Platzes.
- Einige Szenen des Abenteuerfilms Abenteuer in Rio (1964) von Philippe de Broca wurden auf dem Platz aufgenommen.
- Der erste Teil auf dem Musikvideo zu dem Chanson von Philippe Katerine auf seinem Album Magnum von 2014 wurde auf und um den Platz aufgenommen.
- Die Schlussszene aus 28 Weeks Later (2007), wo eine Horde Infizierte aus der U-Bahn-Station kommend in Richtung Eiffelturm rennen.